# Pronectria fissuriprodiens
Pronectria fissuriprodiens är en lavart som beskrevs av Etayo 1996. Pronectria fissuriprodiens ingår i släktet Pronectria och familjen Bionectriaceae.   Inga underarter finns listade i Catalogue of Life.